# Alejandra Melfo
Alejandra Melfo (Montevideo, 26 de febrero de 1965) es una física nacida en Uruguay que ha desempeñado toda su carrera científica en Venezuela. Sus esfuerzos de investigación más recientes se han centrado en el estudio y la conservación de los glaciares, especialmente el caso de La Corona, último glaciar tropical de Venezuela que se encuentra amenazado por el cambio climático.

## Biografía

### Formación
Melfo nació en Montevideo, capital uruguaya, y se trasladó en su juventud a Venezuela. Allí ingresó en la Universidad de Los Andes, donde obtuvo una licenciatura en Física en 1989. En la misma institución obtuvo una maestría en Astrofísica en 1994, trasladándose a Italia para realizar un doctorado en Astrofísica en la Escuela Internacional de Estudios Avanzados (SISSA) en Trieste, Italia.

### Carrera

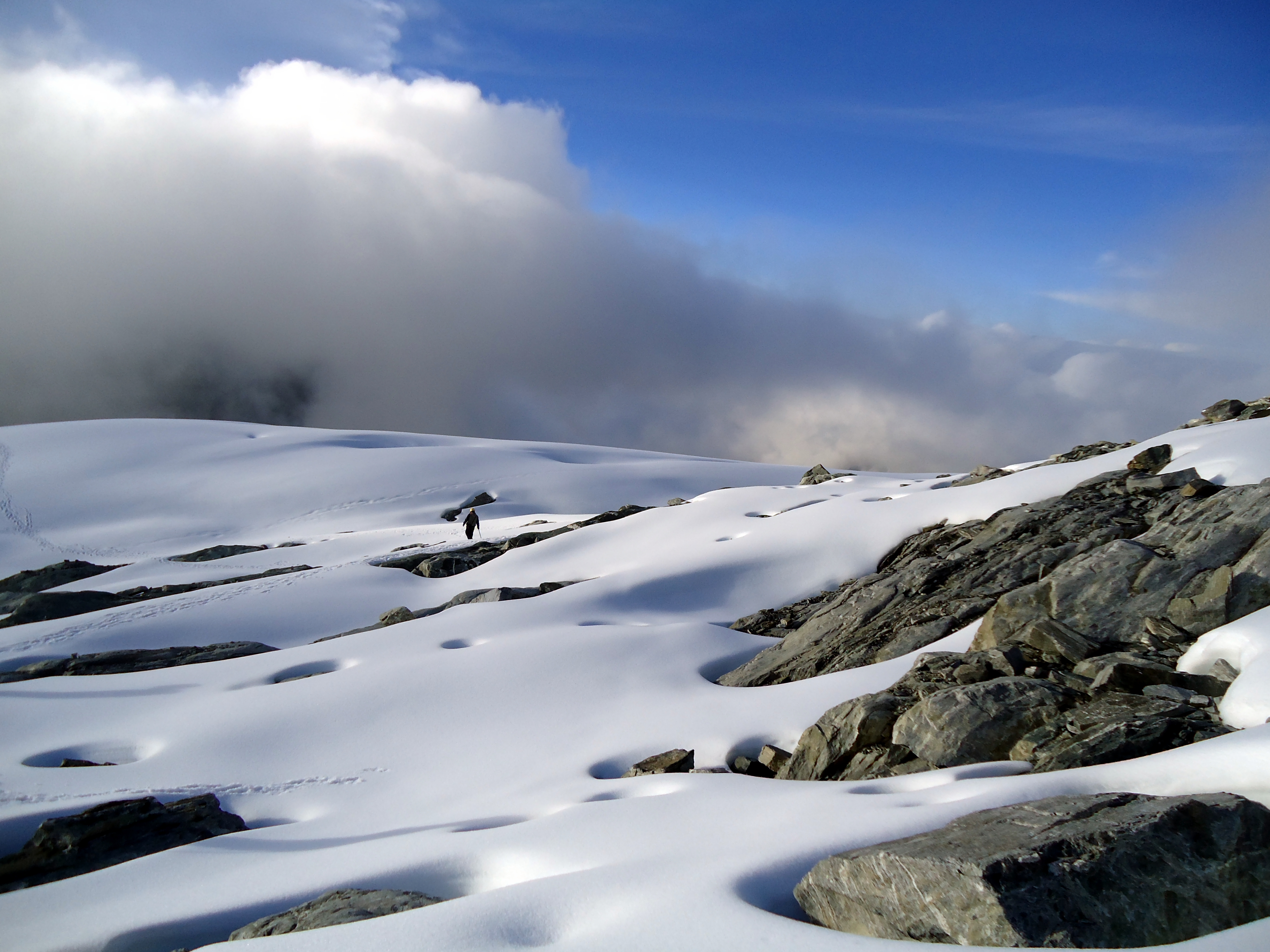
El glaciar La Corona, a punto de desaparecer, ha sido una temática recurrente en los esfuerzos de investigación de Alejandra Melfo.

Vinculada a la Universidad de Los Andes, Melfo se ha desempeñado en dicha institución como docente en el Departamento de Física y como directora del Centro de Física Fundamental. Su investigación en los últimos años se ha centrado en el caso La Corona, último glaciar de Venezuela del cual solamente queda el 1% según estudios de la NASA. Melfo lidera un grupo de científicos que se ha dedicado a estudiar la desaparición de estas masas de hielo, creadas durante siglos de acumulación de nieve y que debido al cambio climático se han ido extinguiendo paulatinamente.
La física se reunió con el músico uruguayo Jorge Drexler para componer la canción "Despedir a los glaciares", incluida en el álbum Salvavidas de hielo de 2017, en la que se expone la preocupación por la desaparición de estas masas de hielo y los problemas que ocasionaría este fenómeno. Melfo además ha participado en más de veinte publicaciones científicas desde comienzos de la década de 1990.